# Michal Lasko
Michal Lasko, em polonês/polaco:  Michał Łasko (Breslávia, 11 de março de 1981) é um jogador de voleibol italiano. Joga atualmente como oposto-atacante pela seleção italiana.

## Biografia
Lasko nasceu na Polônia, em Breslávia, e seu pai Lech Łasko é um ex-jogador de vôlei, membro da seleção polaca que conquistou a medalha de ouro nos Jogos Olímpicos de 1976. Michal residiu durante a infância na Itália e começou jogando pelo time sub-21 do Sisley Treviso. Estreou na Serie A1 do campeonato italiano com o Treviso em 2001, depois mudou-se para o Verona, onde permaneceu por quatro anos, jogando na A1 e A2. Após um ano no Vibo Valentia, ele foi contratado pelo BreBanca Lannutti Cuneo em 2006. Em 2008, junto com Simone Parodi, ele retornou para o Verona.
Com a Itália, ele ganhou a medalha de ouro no campeonato europeu de 2005.
Michal está jogando na PlusLiga pelo Jastrzębski Węgiel.